# Dicrotendipes jobetus
Dicrotendipes jobetus är en tvåvingeart som beskrevs av Epler 1988. Dicrotendipes jobetus ingår i släktet Dicrotendipes och familjen fjädermyggor. Inga underarter finns listade i Catalogue of Life.